# CSS Huntsville

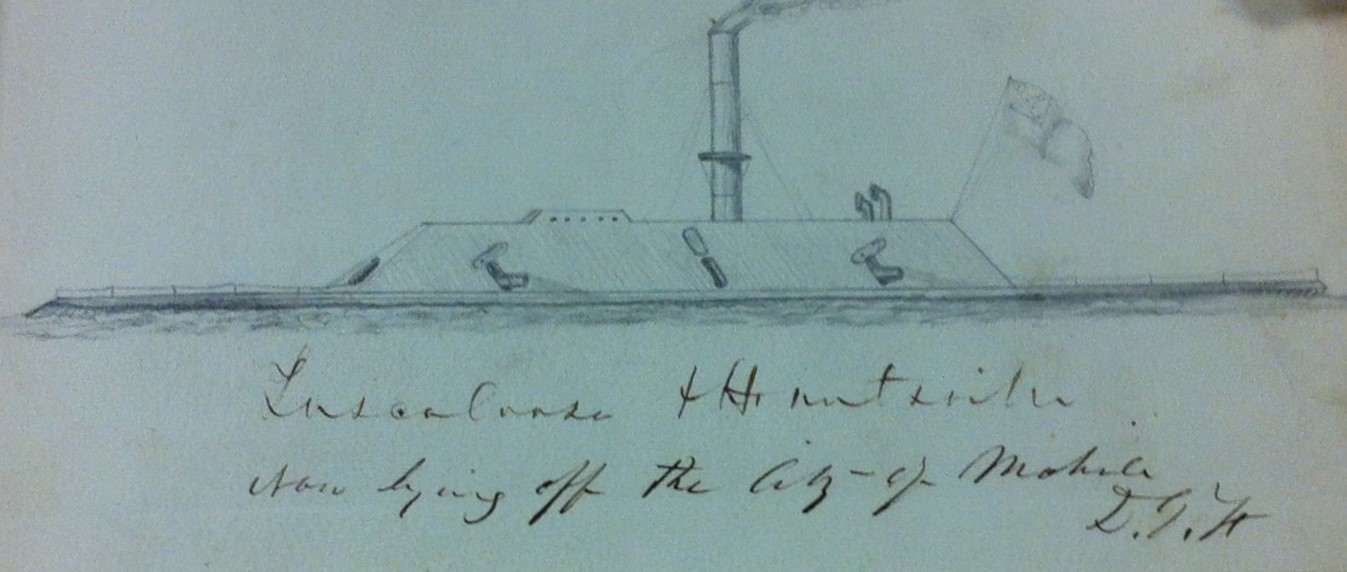
Ескіз "Huntsville", 1864 рік

CSS Huntsville - броненосна плавуча батарея Конфедерації,  побудована у Сельмі (Алабама) у 1863 під час Громадянської війни у США.

## History
Побудову "Huntsville"  замовили 1 травня 1862  року військово-морські сили Конфедерації.  Корабель спустили на воду 7 лютого 1863 та добудовували у Мобілі.  Увійшов у стрій 1 серпня 1863 року. Корабель був лише частково броньований, а броньові плити поставили Shelby Iron Company з Шелбі (Алабама) та Atlanta Rolling Mill. Корабель мав дефектні двигуни, зняті з річкового пароплаву та не повністю встановлене озброєння. Через це його призначили для сторожової служби у водах поблизу Мобіла.
"Huntsville" відступив угору по Спеніш Рівер після битви у бухті Мобіла 5 серпня 1864. Саме місто Мобіл протрималось ще 8 місяців. Після його здачі корабель разом з іншим броненосцем - CSS Tuscaloosa був потоплений екіпажем 12 квітня 1865 року. Залишки корабля були виявлені у 1985 році.